# Institut supérieur de technologie de Côte d'Ivoire
Institut supérieur de technologie de Côte d'Ivoire (ISTCI) er et universitet i Abidjan (Elfenbenskysten) etableret i 2007.